# Edoardo Mortara

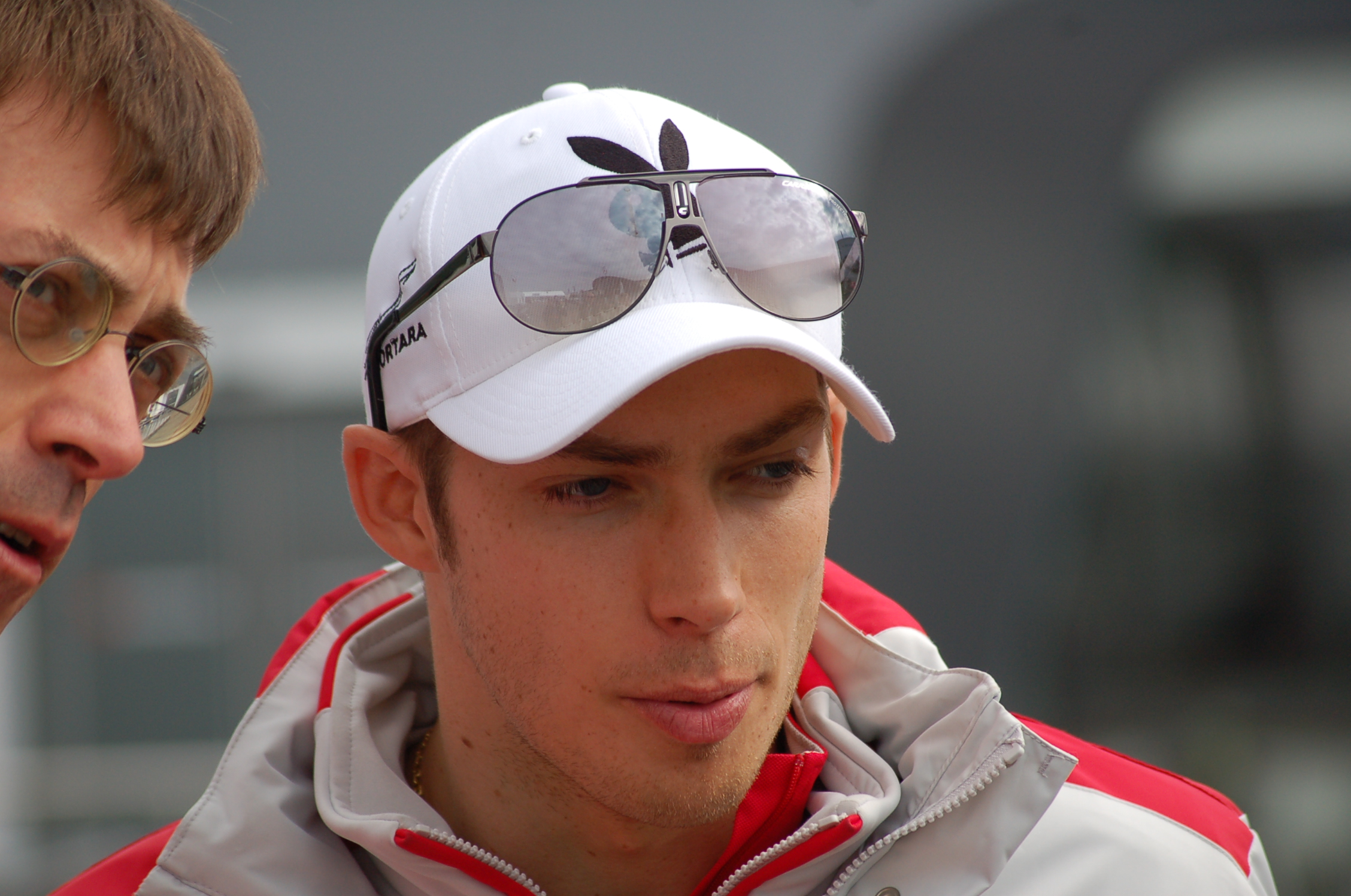

Edoardo Mortara (Genève, 12 januari 1987) is een Italiaans autocoureur die anno 2010 in de Formule 3 rijdt. Hij bezit zowel een Frans als een Italiaans paspoort.

## Loopbaan
- 2006: Formule Renault 2.0 Eurocup, team Prema Powerteam.
- 2006: Formule Renault 2.0 Italië, team Prema Powerteam.
- 2007: Formule 3 Euroseries, team Signature-Plus (2 overwinningen).
- 2008: Formule 3 Euroseries, team Signature-Plus (1 overwinning, 2e in eindklassement).
- 2008: Grand Prix van Macau, team Signature-Plus (2e).
- 2008-09: GP2 Asia Series, team Trust Team Arden.
- 2009: Formule Renault 3.5 Series, teams Tech 1 Racing en KMP Group/SG Formula.
- 2009: GP2, team Arden International (1 overwinning).
- 2009: Formule 3 Euroseries, team Kolles & Heinz Union.
- 2009: Grand Prix van Macau, team Signature-Plus (1e).
- 2010: Formule 3 Euroseries, team Signature-Plus (kampioen).
- 2011: DTM, team Team Rosberg
- 2012: DTM, team Team Rosberg
- 2013: DTM, team Team Rosberg

## GP2 resultaten
- Races cursief betekent snelste ronde

| Jaar | Inschrijving        | 1         | 2         | 3          | 4          | 5          | 6         | 7          | 8          | 9          | 10         | 11         | 12         | 13        | 14         | 15        | 16         | 17        | 18         | 19         | 20        | Rang | Punten |
| ---- | ------------------- | --------- | --------- | ---------- | ---------- | ---------- | --------- | ---------- | ---------- | ---------- | ---------- | ---------- | ---------- | --------- | ---------- | --------- | ---------- | --------- | ---------- | ---------- | --------- | ---- | ------ |
| 2009 | Arden International | ESP FEA 6 | ESP SPR 1 | MON FEA NF | MON SPR 13 | TUR FEA NF | TUR SPR 9 | GBR FEA NF | GBR SPR NF | GER FEA 17 | GER SPR NF | HUN FEA 12 | HUN SPR 14 | VAL FEA 6 | VAL SPR 12 | BEL FEA 8 | BEL FEA NF | ITA FEA 5 | ITA SPR NF | POR FEA NF | POR SPR 8 | 14   | 19     |